# Acricotopus aestivalis
Acricotopus aestivalis är en tvåvingeart som först beskrevs av Jean-Jacques Kieffer 1924.  Acricotopus aestivalis ingår i släktet Acricotopus och familjen fjädermyggor.
Artens utbredningsområde är Tyskland. Inga underarter finns listade i Catalogue of Life.